# 歯内歯
歯内歯（しないし）とは、歯冠部の象牙質の一部が表層のエナメル質と共に歯髄腔内に深く陥入した歯の形態異常。嵌入歯・重積歯・内反歯とも呼ばれる。
組織学的には歯髄腔内に歯質の陥入が見られ、この構造は外側に象牙質、内側にエナメル質と、本来の組織構造とは逆になっている。歯質が陥入してエナメル質で囲まれた部位には、しばしば歯牙腫瘍組織、石灰化した組織、食物残渣などが認められる。その特異的な構造の為、う蝕の罹患率が高い。

## 疫学
上顎の前歯部、特に上顎側切歯に最も多く見られ、稀に小臼歯、大臼歯、乳前歯にみられる。下顎側切歯、下顎小臼歯、下顎犬歯ではほとんど見られない。
また、歯内歯は盲孔との関連があり、盲孔形成の異常とされている。尚、上顎側切歯での盲孔の発現率は50%以上といわれている。

## 治療
う蝕の罹患率が高いため、萌出直後の予防処置が必要とされる。歯髄疾患などから根尖性歯周炎に進んだ場合、根管治療が困難で抜歯に至る症例も多い。